# Estádio Municipal de Madre de Deus
O Estádio Municipal de Madre de Deus é um estádio de futebol localizado no município de Madre de Deus e possui capacidade para 6.000 espectadores.